# 交易成本
在經濟學和相關學科中，交易成本（英語：Transaction cost）是指參與市場時進行任何經濟交易的成本。奥利弗·威廉姆森（Oliver E. Williamson）將交易成本定義為運行一個公司經濟系統的成本，與生產成本不同，決策者通過衡量交易成本和生產成本來確定公司的戰略。交易成本是進行交易的總成本，包括計劃、決定、改變計劃、解決糾紛和售後的成本。因此，交易成本是企業經營管理中最重要的因素之一。
道格拉斯·諾斯（Douglass C. North）認為制度，被理解為社會中的一套規則，是決定交易成本的關鍵。從這個意義上說，促進低交易成本的機構可以促進經濟增長。 諾斯也指出，交易成本有四個因素：“衡量”、“執行”、“意識形態態度和看法”以及“市場規模”。 計量是指對交易中涉及的商品或服務的各個方面的價值的計算。 強制執行可以被定義為需要一個公正的第三方來確保交易中的任何一方都不會違背他們的交易。 前兩個因素出現在意識形態態度和觀念的概念中，即諾斯的交易成本的第三個方面。 意識形態態度和觀念概括了每個人的價值觀，這影響了他們對世界的解釋。諾斯認為，交易成本的最後一個方面是市場規模，它影響交易的偏向性或公正性。
交易成本可分為三大類：
- 搜索和資訊成本（英語：Search and information costs），是指耗用於判定所需商品（或物資）在市場上是否可取得、何者價格最低等之成本。
- 談判和決策成本（英語：Bargaining and decision costs），是與交易的另一方達成可接受的協議、制定適當的合同等所需的成本。在博弈論中，例如在膽小鬼博弈中對此進行了分析。在资本市場和組織經濟學（英語：organizational economics）中，交易成本是供求关系的某種函數。
- 監管和執法成本（英語：Policing and enforcement costs），是確保另一方遵守合同條款，並在對方違背條款的情況下採取適當行動（通常透過法律制度）的成本。

例如，二手車的購買者面臨著各種不同的交易成本。搜索成本是尋找汽車和確定汽車狀況的成本。議價成本是與賣方談判價格的成本。監管和執法成本是確保賣方在承諾的條件下交付汽車的成本。

## 例子
以国际贸易为例，列举如下：
- 搜寻成本（Searching Cost）：包括寻找最适交易对象的成本及寻找交易目标物的成本。
- 协议成本（Negotiating Cost）：指交易双方为消除歧见，所进行谈判与协商的成本。
- 订约成本（Contracting Cost）：当双方达成共识而进行交易时，签订契约所投入的成本。
- 监督成本（Monitoring Cost）：指契约签订后，监督对方是否依约执行的成本。
- 执行成本（Enforcement Cost）：指契约签订后，当交易一方违约时，另一方为激励契约之履行所花费的成本。

## 理论
早期例证：交易成本理论最早的实例在十二世纪左右出现，具体表现为managerial hierarchy比市场可以更有效的配置资源。（Wren （2005））
- 搜寻成本：依产品的属性而有不同的信息搜寻成本。[5]
- 谈判成本：网络可降低交易中的谈判成本。[6]
- 监督成本：网络的互动性可降低信息的不对称；网络降低监督成本。[7][8]
- 契约订定成本：因特网可减少缔约过程中不必要的成本；网络具降低缔约成本。[8][9]
- 交易成本的衡量：消费者的交易过程分七个阶段：搜寻、比较、测试、协商、付款、运输、售后服务。[10]

参考七个阶段之交易成本，并参照消费者决策过程划分为三阶段，而各阶段所发生之交易成本分别为：
- 购买评估阶段：包括搜寻成本、比较成本、测试成本。
- 购买行为阶段：包括协商及付款成本。
- 购后行为阶段：包括运输成本及售后服务。

## 张五常的看法
根据香港经济学家张五常的看法，这个概念叫做交易费用也叫“制度费用”，而Transaction Cost應譯作「交易費用」而非「交易成本」。

### 定义
- 任何不会在一人经济（犹如鲁宾逊漂流记的状况）内出现的机会成本。由于一人经济内不可能构成社会，所以也没有制度和经济组织。张氏亦认为，交易费用就是制度费用（Institutional cost）。
- 任何不牵涉直接生产的机会成本。但它并不一定牵涉到实质的交易，如隧道收费员的薪金，一方面包括了他提供收费服务的贡献，一方面包括了他提供管理及监管服务的贡献。另外，各种交易费用是不容易分开的。

如果交易费用等于零，一位免费的独裁者会出现。此独裁者会利用有形之手去处理收入分配及资源使用的问题。产权的选择将会是不确定，因为用任何种类的产权，也可以在毫无成本下达到交易。

### 例子
- 在一人世界内不可能有偷窃的行为。所以在社会中，任何防止偷窃所带来的机会成本都是交易费用。（如安装门锁、闭路电视等）
- 在一人世界内不需要律师，所以在社会内，训练律师、聘请律师的费用都是交易费用。